# شنيار عبد الله
شنيار عبد الله (1945 - ) هو خزاف وفنان تشكيلي عراقي.

## حياته
وُلد شنيار عبد الله في بعقوبة عام 1945 في محافظة ديالى، أكمل دراسته فيها، وحصل على شهادة البكالوريوس في الخزف من كلية الفنون الجميلة في جامعة بغداد عام 1968، سافر الى الولايات المتحدة لنيل شهادة الماجستير من جامعة ميشيغان عام 1978، واقام معرضه الشخصي على قاعة جامعة ميشيغان بنفس العام، حيث ان الفنان اقام العديد من المعارض في العراق، والولايات المتحدة، والأردن، وتونس، والمغرب، وفرنسا.

## عضوية
- عضو في جمعية الفنانين التشكيليين العراقيين.

- عضو في نقابة الفنانين العراقيين.

## المعارض
- معرض شخصي في المركز الثقافي التشيكوسلوفاكي في بغداد 1968.[6]
- معرض شخصي في جمعية الفنانين العراقيين التشكيليين في بغداد 1971.
- مشارك في معرض مشترك لستة خزافيين في لانسنك - ميشيغان 1976.
- معرض شخصي في كاليري ويليامستن في ميشيغان 1977.
- مشارك في معرض نيسان الرابع في المتحف الوطني للفن الحديث في بغداد 1977.
- مشارك في معرض الخزف المعاصر في دمشق 1979.
- مشارك في معرض الخزف المعاصر في فنزويلا 1979.
- مشارك في مهرجان أصيلة في المغرب 1979.
- مشارك في معرض الفن العراقي المعاصر في قبرص 1990.
- مشارك في معرض الفن العراقي المعاصر في عمان 1992.
- معرض شخصي على قاعة الاورفلي في بغداد 1993.
- معرض شخصي على قاعة عالية في عمان 1995.
- مشارك في معرض الخزف المعاصر على قاعة مؤسسة عبد الحميد شومان في عمان 1995.
- مشارك في بينالي القاهرة للخزف في القاهرة 2000.
- مشارك في المعرض السنوي لاتحاد الفنانين التونسيين في تونس 2000.
- مشار في معرض الفن العراقي المعاصر في باريس 2006.
- مشارك في مهرجان اليونان الدولي في باتراس 2013.
- مشارك في مهرجان تولني للسيراميك في الدنمارك 2014.
- مشارك في مهرجان لا مارديانا للسيراميك في إيطاليا 2016.
- مشارك مهرجان الخزف فيادافا في لاتفيا 2016.
- مشارك في مهرجان الدولي للخزف في اليابان 2017.
- مشارك في مهرجان كلوج الدولي للخزف في رومانيا 2017.
- معرض شخصي بعنوان "المنتظم واللامنتظم" على قاعة الاورفلي في عمان 2017.[7]

## روابط خارجية
- اعمال الفنان في المتحف الوطني الاردني للفنون الجميلة.